# 曾清
曾清（1418年—？），字本澄，江西興國縣人，直隸德州衛軍籍，明朝政治人物。進士出身。

## 生平
順天府鄉試第二十二名。景泰五年（1454年）甲戌科會試第八十四名，殿試登進士第三甲第十八名。

## 家族
曾祖曾如志。祖父曾承宗。父亲曾思敬。